# Catedral de Aguascalientes
La Catedral de Aguascalientes, o Catedral Basílica de Nuestra Señora de la Asunción de Aguascalientes, es un templo religioso para el culto católico, dedicado a Nuestra Señora de la Asunción. Es el principal edificio católico de la ciudad de Aguascalientes en México, y uno de los monumentos emblemáticos de la ciudad y es la sede de la diócesis de Aguascalientes. Está ubicado en la Plaza de la Patria, en el centro de la ciudad.

## Antecedentes
La construcción del actual templo la inició el cura Antonio Flores de Acevedo en 1704, finalizándola el párroco Manuel Colón de Larreátegui en 1738. La imagen de la Virgen de la Asunción fue traída de España. Época del imperio Español el cual realizó su construcción total.
La construcción consta de barda atrial compuesta por pilares de cantera y enrejado con accesos laterales y al norte un reloj de sol sobre un pilar. Torres gemelas que muestran un estilo neoclásico en sus frontones curvos. La portada principal del templo se encuentra en su totalidad labrada en cantera rosa, que consta de tres cuerpos y remate; en el primero se encuentra el acceso a través de un arco de medio punto con clave de arcángel; a los lados columnas salomónicas de relieves vegetales y capitel compuesto. En las fachadas laterales destaca la portada de los accesos con arco de medio punto, flanqueado por columnas lisas que soportan entablamento con frontón roto y florones a los lados.

## El templo
Su planta original era de cruz latina, con una sola nave y dos cruceros; posteriormente se amplió a tres naves con la intervención en el proyecto el arquitecto autodidacta Refugio Reyes Rivas. El estilo que predomina en la construcción es el barroco. El templo está realizado en cantera rosa.

### La portada principal
Levantada en cantera, consta de tres cuerpos y tres calles. El estilo es del barroco novohispano. Las dos primeras portadas tienen columnas con fustes tallados en motivos vegetales, entre las cuales se observan nichos sobre los que descansan las esculturas de los cuatro Doctores de la Iglesia. El arco de acceso, es de medio punto, en cuya clave se observa una imagen de San Miguel Arcángel. En el entablamento sobresale una inscripción que dice BASILICAE LATERANENSI IN PERPETUUM AGGREGATA (basílica lateranense agregada en perpetuidad).
En el segundo cuerpo destaca la ventana coral de arco mixtilíneo rodeada de ángeles sobre relieves vegetales. En el cuerpo superior existe labrada en la cantera una imagen de la virgen de la Asunción y en el remate, que fue añadido posteriormente, se observa a la trinidad.

### Las torres
En sus orígenes la catedral poseía una sola torre y la segunda fue añadida en el siglo XX, entre los años de 1943 y 1946 cuando fue terminada. La obra de la segunda torre es del Arq. Francisco Aguayo Mora, el primer arquitecto recibido que tuvo la ciudad de Aguascalientes.

### El interior
Decorado al gusto neoclásico, con columnas de orden jónico. En sus orígenes existían tres retablos barrocos (uno de ello se encuentra en el templo parroquial del municipio conurbado de Jesús María), que fueron destruidos y sustituidos por Altares neoclásicos.
En el crucero se encuentra la cúpula principal, y dos pequeñas en las naves laterales.
La abundante decoración con motivos vegetales y relieves de argamasa se observa en todo el templo. Destaca un bello ciprés de mármol blanco.
La imagen de la Virgen de la Asunción (patrona de la ciudad y de la diócesis de Aguascalientes, establecida en 1899), que está en el ciprés del recinto, fue traída de España, para reemplazar a la antigua en 1919. La imagen original se encuentra en Los Azulitos, Lagos de Moreno, Jal.
En el ábside se encuentra la sillería labrada en madera y pintura de San Juan Nepomuceno. A los lados se encuentra la capilla del Sagrario, decorada en dorado y azul, y en la sacristía, pinturas al óleo de autor anónimo. En la nave central se encuentra el púlpito con tornavoz; en el coro destaca un órgano tubular de madera recientemente restaurado.
La catedral ha recibido un nuevo órgano de tubos, construido por la casa italiana Ruffatti. Este nuevo órgano fue instalado a principios del 2005, y es el primer órgano de la famosa casa Ruffatti en América Latina.

## Galería

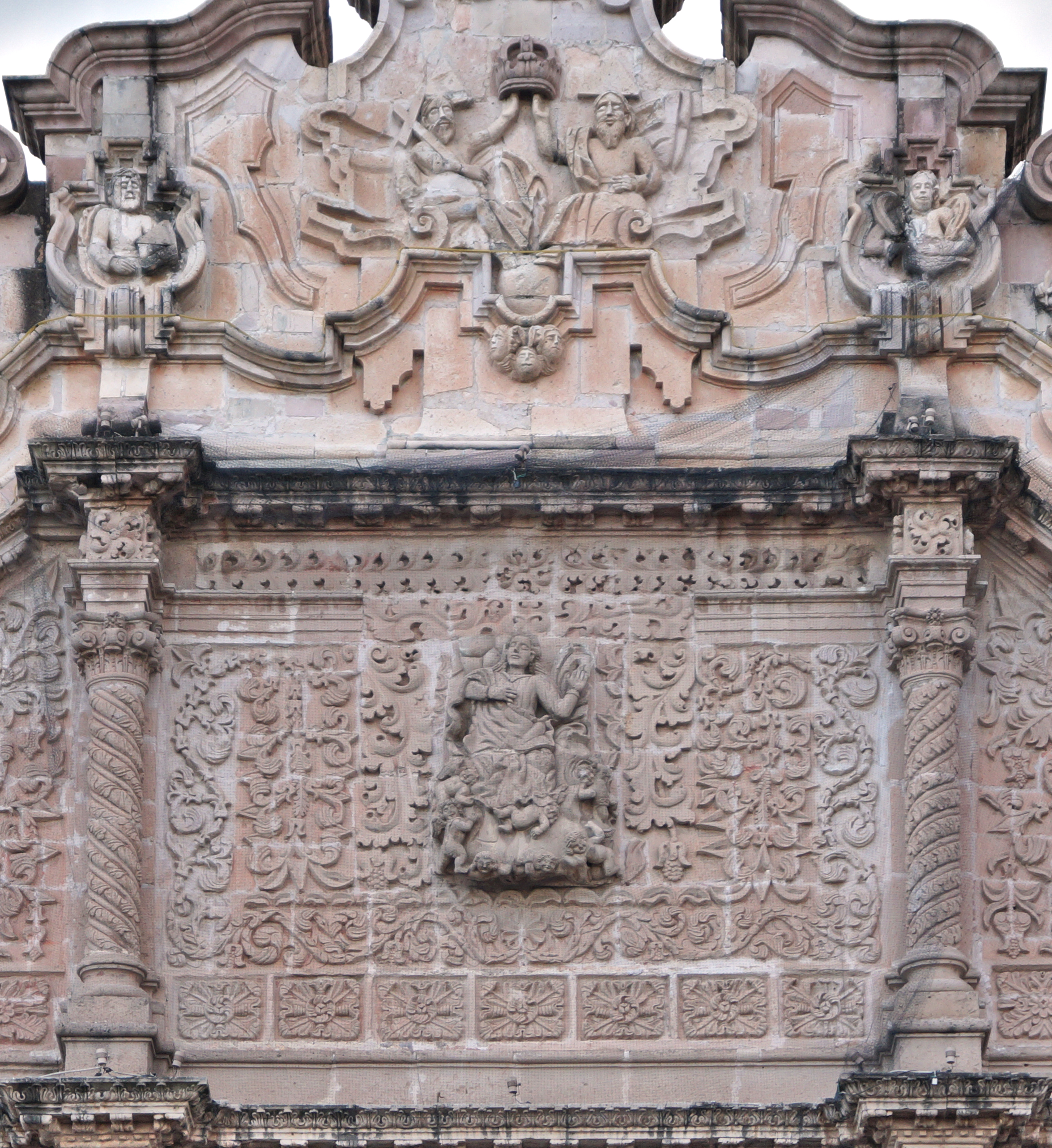
Vista parcial de la portada de la catedral
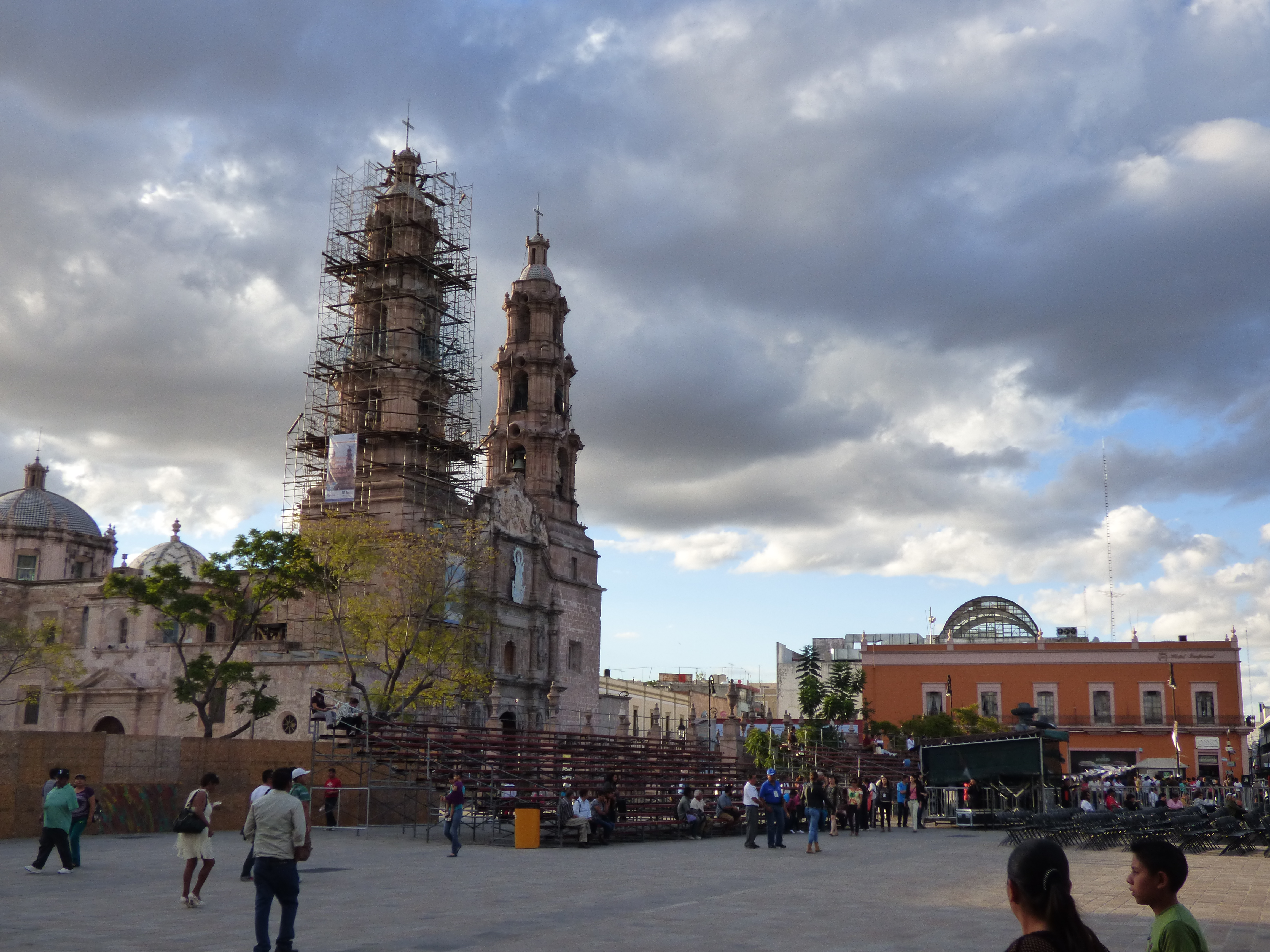
Mantenimiento de la Catedral
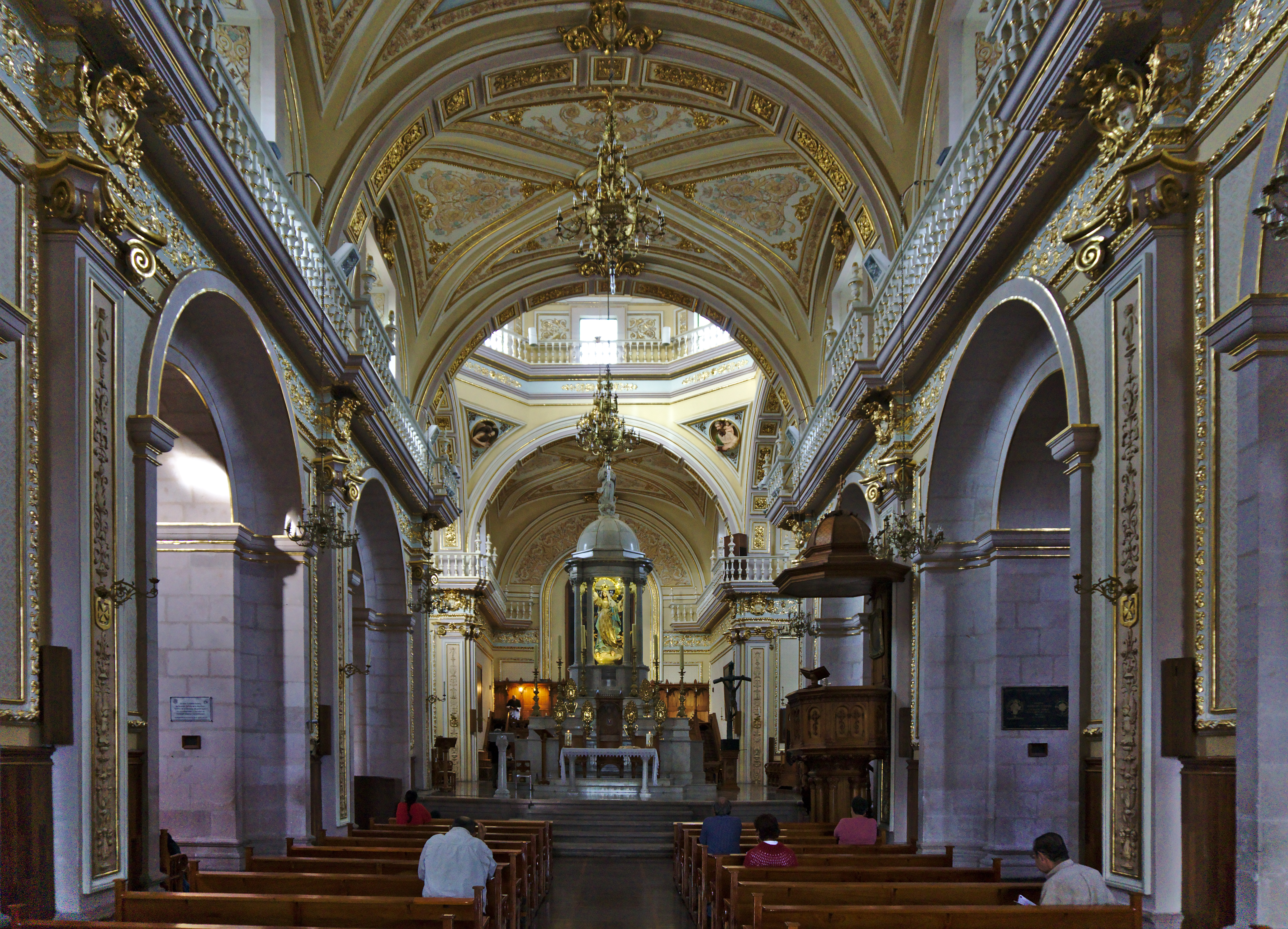
Interior
a fines del siglo XIX
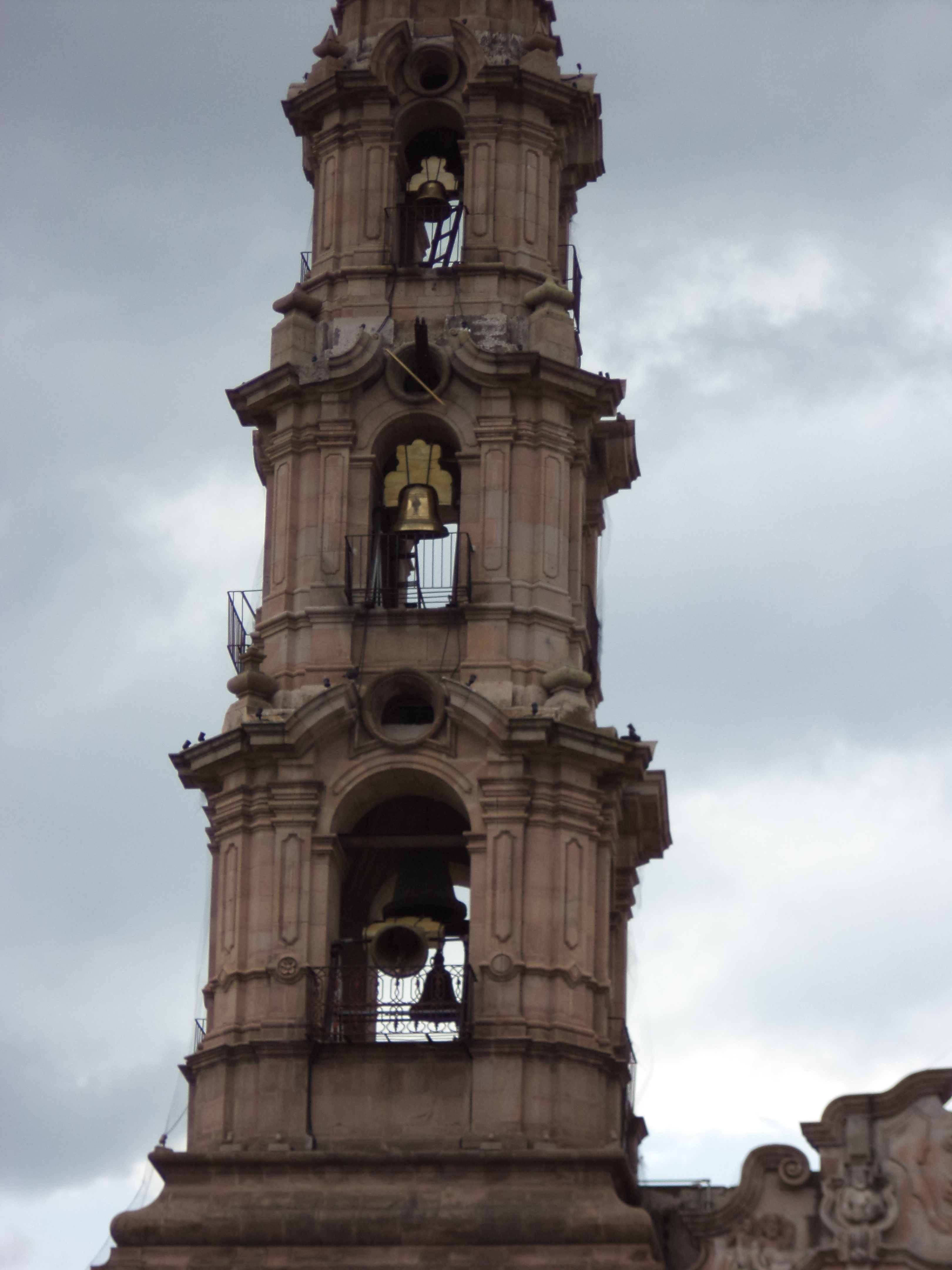
Torre sur con sus campanas nuevas
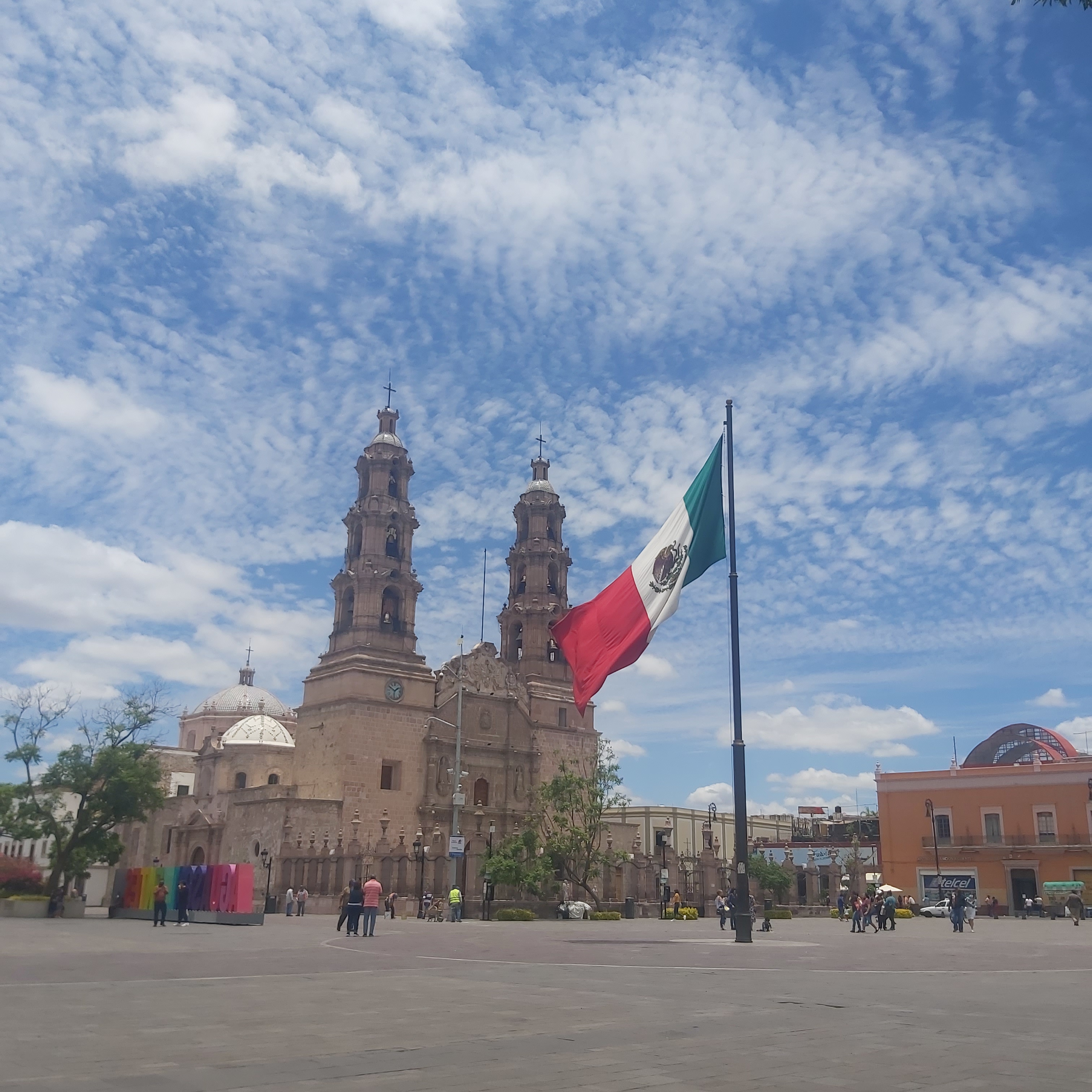
Vista de la Catedral de Aguascalientes desde la Plaza Patria